# 国民議会 (ガイアナ)
国民議会（こくみんぎかい、英語: National Assembly）は、ガイアナの立法府である。

## 概要
一院制、定数65、任期5年。
比例代表制で選出される。